# Meng Guanliang
Meng Guanliang, född den 24 januari 1977 i Dingqiao, Kina, är en kinesisk kanotist.
Han tog OS-guld i C-2 500 meter i samband med de olympiska kanottävlingarna 2004 i Aten.
Han tog OS-guld igen på samma distans i samband med de olympiska kanottävlingarna 2008 i Peking.